# Morgan Fychan
Morgan Fychan († 1288) war ein Lord der walisischen Herrschaft Afan.
Morgan Fychan war ein jüngerer Sohn von Morgan Gam, des Lords von Afan, einer kleinen Herrschaft im Bergland von Glamorgan. Der walisische Beiname Fychan bedeutet der Jüngere. Nach dem Tod von Morgan Gam 1241 erbte zunächst Morgan Fychans älterer Bruder Lleision die Herrschaft. Dieser starb vor 1262, worauf Morgan Fychan Lord von Afan wurde. Nachdem Gilbert de Clare, der Lord von Glamorgan, 1267 die benachbarte walisische Herrschaft Senghenydd besetzt und den dortigen walisischen Lord vertrieben hatte, geriet auch Afan stärker unter den Druck von Clare, der oberster Lehnsherr von Afan war. Morgan Fychan unterstützte aber im Gegensatz zu seinem Bruder den walisischen Fürsten Llywelyn ap Gruffydd, der für die walisischen Herrschaften in Glamorgan die Oberherrschaft beanspruchte. Möglicherweise wurde Morgan Fychan deshalb zeitweise aus seiner Herrschaft vertrieben, denn 1282 wird er nur als Herr eines kleinen Gebiets in Baglan bezeichnet.
Morgan hatte 1276 eine Tochter des anglonormannischen Adligen Walter de Sully geheiratet. Er hinterließ mehrere Söhne, darunter:
- Lleision († 1328)
- Rhys

Sein Sohn Lleision übernahm nach seinem Tod die Herrschaft Afan, die sich während seiner Herrschaft zu einer Feudalherrschaft unter englischer Oberherrschaft entwickelte. Er anglisierte seinen Namen in de Avene. Morgans jüngerer Sohn Rhys erbte die Besitzungen in Baglan. Er gilt als Stammvater der Familien Mackworth und William in Aberpergwm.